# Berlanga
Berlanga – gmina w Hiszpanii, w prowincji Badajoz, w Estramadurze, o powierzchni 127,79 km². W 2011 roku gmina liczyła 2486 mieszkańców.